# Jonbibi Hukmova
Jonbibi Hukmova (* 1. September 2005) ist eine usbekische Leichtathletin, die sich auf den Sprint spezialisiert hat.

## Sportliche Laufbahn
Erste internationale Erfahrungen sammelte Jonbibi Hukmova im Jahr 2024, als sie bei den U20-Asienmeisterschaften in Dubai in 55,00 s die Goldmedaille im 400-Meter-Lauf gewann und über 200 Meter in 24,57 s den fünften Platz belegte. Zudem wurde sie mit der usbekischen Mixed-Staffel über 4-mal 400 Meter disqualifiziert. Anschließend schied sie bei den U20-Weltmeisterschaften in Lima mit 54,87 s im Halbfinale über 400 Meter aus. Im Jahr darauf gewann sie bei den Asienmeisterschaften in Gumi in 52,79 s die Bronzemedaille über 400 Meter hinter der Japanerin Nanako Matsumoto und Rupal Chaudhary aus Indien und schied im 200-Meter-Lauf mit 24,14 s in der Vorrunde aus. Zudem belegte sie mit der Mixed-Staffel in 3:28,67 min den achten Platz und gelangte mit der Frauenstaffel über diese Distanz mit 3:40,91 min auf Rang fünf. Anschließend schied sie bei den World University Games in Bochum mit 55,21 s in der ersten Runde über 400 Meter aus.

## Persönliche Bestleistungen
- 200 Meter: 23,79 s (+0,9 m/s), 21. Juni 2025 in Taschkent
- 400 Meter: 52,79 s, 28. Mai 2025 in Gumi